# Gemeentegrot
De Gemeentegrot, Gemeentegroeve, Gemeentegroef of Valkenburgergroeve in de Nederlands Limburgse stad Valkenburg is een kalksteengroeve, waar tot in de jaren 50 van de twintigste eeuw mergel werd gewonnen.
De mergel is ontstaan in de tijd dat Zuid-Limburg nog een zee was. Dat verklaart ook de grote hoeveelheid schelpen die nog in de mergel zitten. De Romeinen waren al bezig met het delven van mergel in onder andere de Gemeentegrot. De grot werd in de jaren 1960 in kaart gebracht door G. Essers.
In de groeve zijn op tal van plaatsen kunstwerken aangebracht in de vorm van tekeningen of beelden.
De toegangspoort en de schuilkapel zijn rijksmonumenten.
De groeve staat ondergronds in verbinding met de Heilig Hartgroeve en de Wilhelminagroeve.

## Geschiedenis
Rond 1500 werd er door blokbrekers in de groeve voor het eerst mergel gewonnen en deze winning ging door tot 1950. De winning van de kalksteen gebeurde in de eerste eeuwen, tot in de tweede helft 19e eeuw, niet volgens een plan, wat onder andere resulteerde in roofbouw en gevaarlijke situaties.
De groeve werd tot 1892 de Valkenburgergroef genoemd.
Vanaf 1875 werden er rondleidingen gegeven in de groeve door de Vereeniging Het Geuldal en werd de groeve gebruikt als toeristische attractie. Sinds 1986 wordt er jaarlijks een kerstmarkt in gehouden (Kerstmarkt Gemeentegrot).
In 1949 verbleef een zevental studenten Beeldhouwkunst van de Amsterdamse Rijksacademie in de grotten. Onder toeziend oog van professor Esser hakten zij daar reliefs in het mergel. Het idee om een 'onderaards museum' te scheppen kwam van kunstenaar Charles Eyck. De verschillende reliefs van onder meer Theresia van der Pant en René van Seumeren zijn nog steeds zichtbaar.   
Daarnaast is de groeve tussen 1936-1949 gebruikt als champignonkwekerij, in 1943-1944 als wapenfabriek tijdens de Tweede Wereldoorlog, vanaf ongeveer 1963 tot 1970 was er een forellenkwekerij, in de periode 1966-1974 werd er grottenkaas gerijpt en in de periode 1968-1983 werden er meelwormen gekweekt. Daarnaast werd tijdens de Tweede Wereldoorlog de groeve gebruikt als schuilplaats van de bevolking en was er in de periode 1975-1993 een atoomschuilkelder in de Gemeentegrot ingericht.
Begin december 1975 werd voor het populaire popprogramma op tv, AVRO's Toppop, met danseres Penney de Jager en de Spaanse zanger Julio Iglesias in de Gemeentegrot een videoclip voor de plaat  Quiero opgenomen. Deze videoclip was uiteindelijk in het op Tweede Kerstdag 1975 op Nederland 2 (19:05-19:50 uur) uitgezonden Toppop Jaaroverzicht 1975 te zien.
In 1893 kwam het beheer van de groeve in handen van de Gemeente Valkenburg aan de Geul en werd de naam van de groeve veranderd in Gemeentegrot.
Rond 2003 werd er een nooduitgang gemaakt naar de Plenkertstraat bij het Openluchttheater Valkenburg.
In oktober 2019 werd in de Gemeentegrot een monitoringssysteem in gebruik genomen dat in het gangenstelsel meet of de pilaren het dak van het gangenstelsel nog kunnen blijven dragen.

## Schuilplaats
Tijdens koude winters waren de gangen van de grot zeer geliefd om te overwinteren. In de gangen hangt een constante temperatuur van twaalf graden. De bevolking van Valkenburg maakte 's winters graag gebruik van die warmte.
In de laatste dagen van de Tweede Wereldoorlog, in september 1944, diende de grot, evenals de Fluweelengrot, als schuilplaats voor de inwoners van Valkenburg.
In 1979 werd een atoomschuilkelder ingericht in de Gemeentegrot. Deze bunker is gebouwd in het midden van de grot, ongeveer 1 km vanuit de ingang. Om bij de bunker te komen dienen twee luchtsluizen te worden gepasseerd. De schuilkelder biedt plaats aan maximaal 15.000 mensen en kan volledig op zichzelf functioneren. Het einde van de Koude Oorlog betekende tevens het einde van het onderhoud van de schuilkelder. De kelder is nog volledig intact en kan bezocht worden tijdens een oorlogsrondleiding. Daarbij wordt de Gemeentegrot getoond als 'schuilplaats door de eeuwen heen'. Naast de atoomschuilkelder zijn er ook een schuilgelegenheid uit de Tweede Wereldoorlog en een schuilkapel uit de tijd van de Franse Revolutie die bekeken kunnen worden.

## Exploitatie
De Gemeentegrot wordt geëxploiteerd door de gemeente Valkenburg aan de Geul en is opengesteld voor toeristen. Er zijn regelmatig rondleidingen. De ingang van de grot bevindt zich aan de voet van de Cauberg en boven op de groeve staat onder andere het gebouw van Holland Casino en het Polferbos. Sinds 1986 vindt er in de grot elk jaar een kerstmarkt plaats. Deze kerstmarkt werd zeventien jaar lang door een promotiebureau georganiseerd, totdat dat er mee stopte en in 2018 de organisatie werd overgenomen door een nieuw bedrijf.

## Geologie
De Gemeentegroeve is ontgonnen in de Kalksteen van Emael en de Kalksteen van Nekum, beide uit de Formatie van Maastricht. Aan de zuidkant van de groeve stootten de blokbrekers op een breuk met verzet, de Klauwpijp, waardoor verdere ontginning werd bemoeilijkt en de breuk grotendeels de zuidgrens vormt van de groeve.

## Afbeeldingen

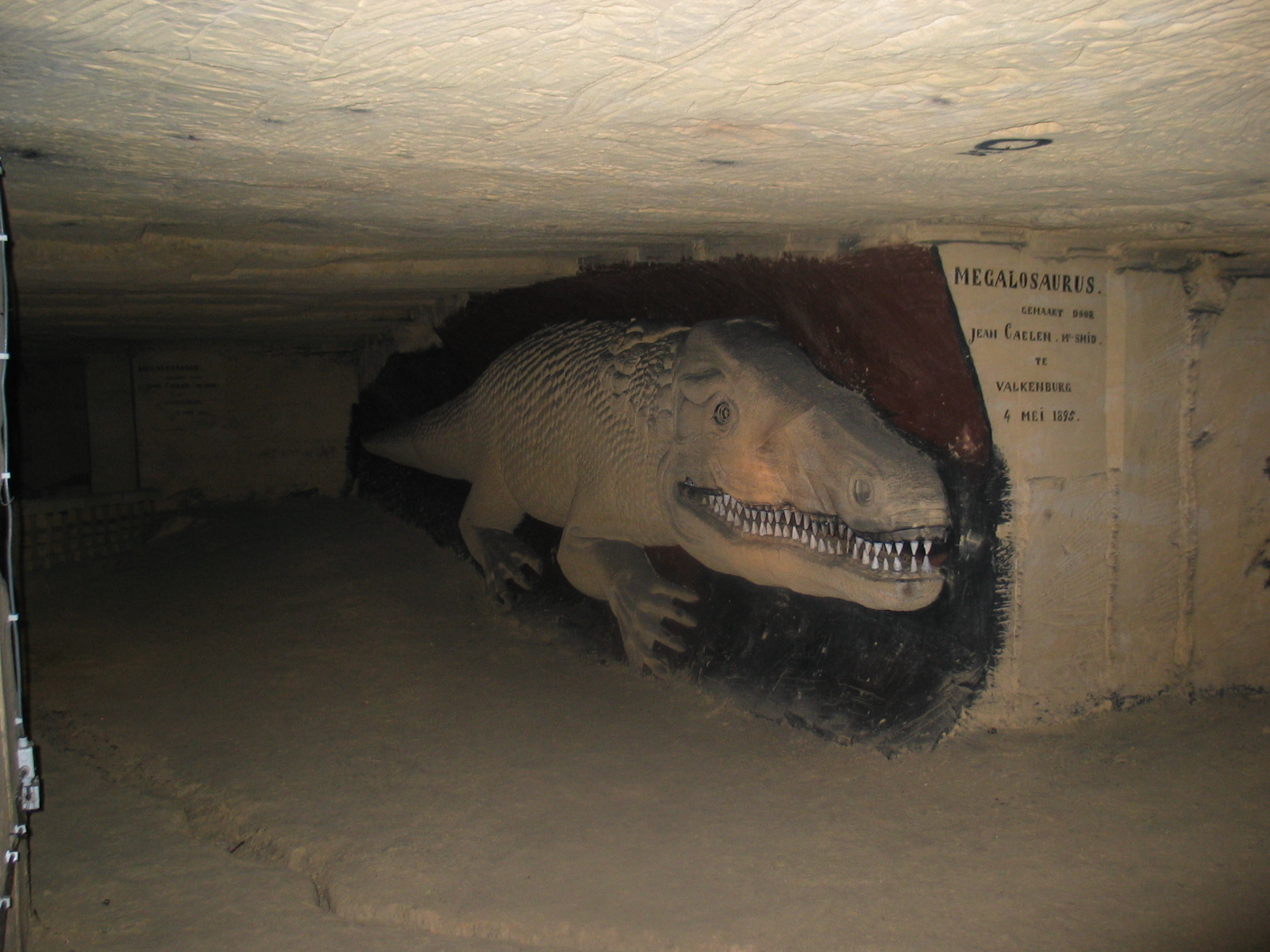
Megalosaurus in Gemeentegrot Valkenburg
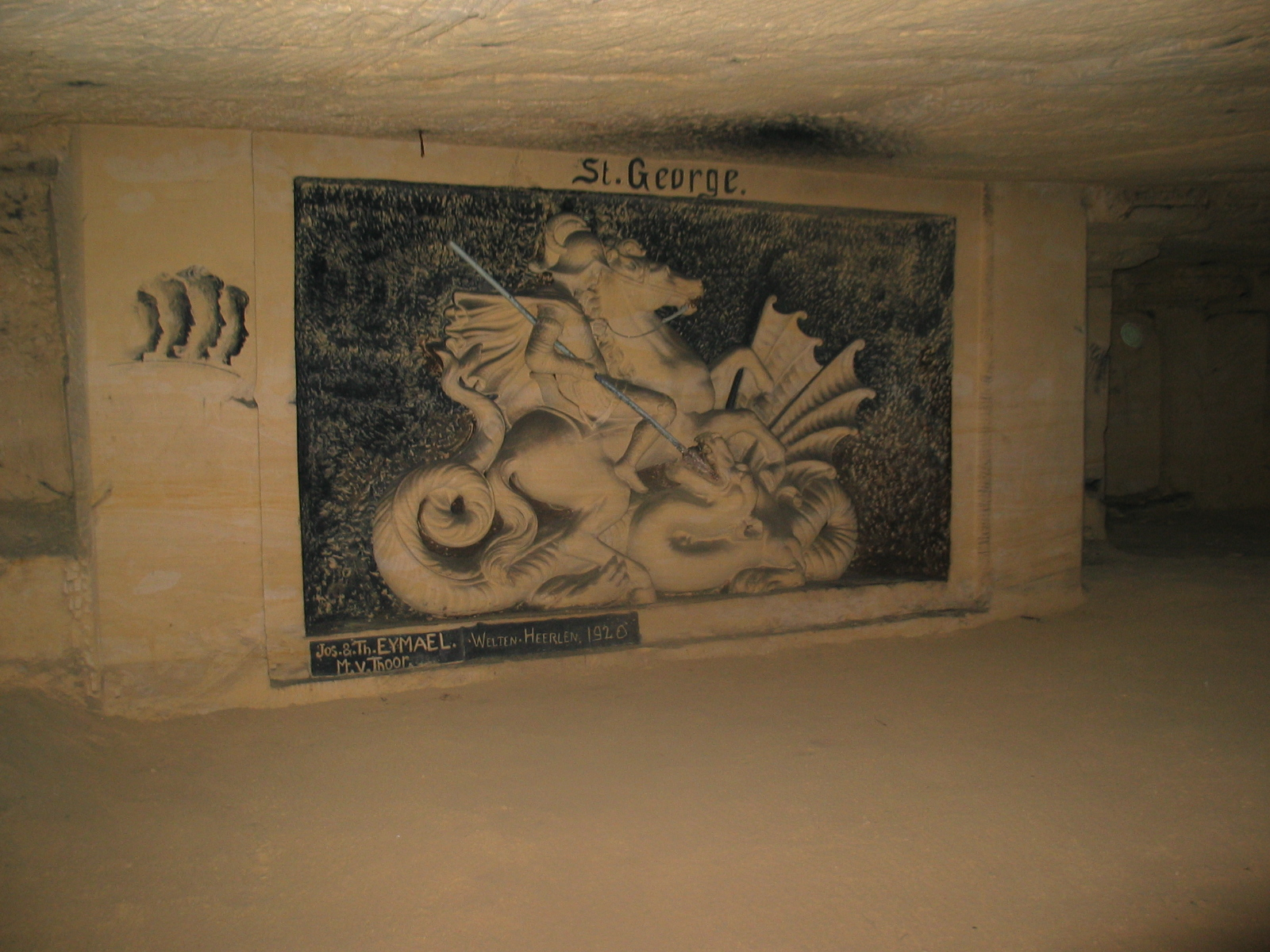
St. George in Gemeentegrot Valkenburg
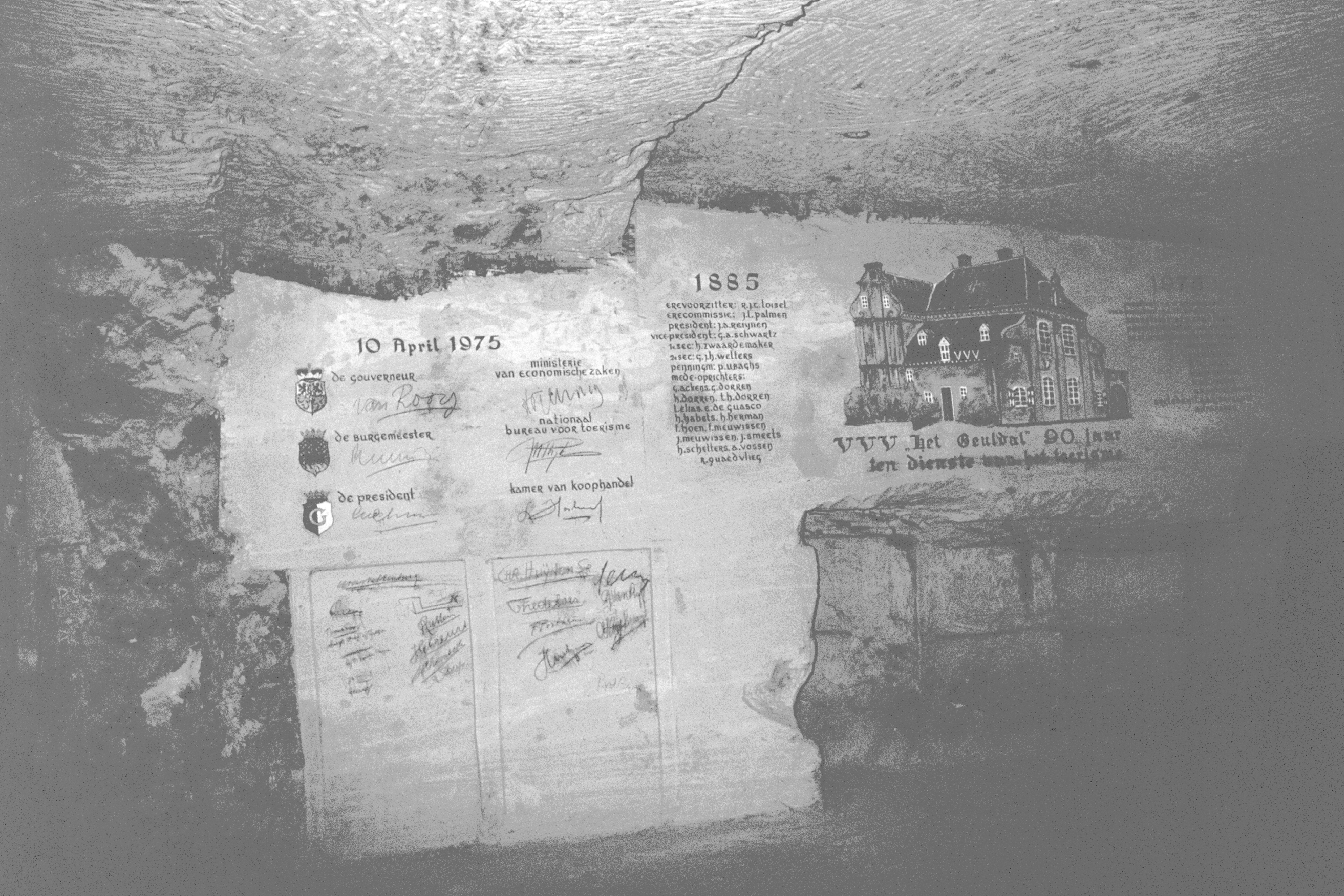
Gemeentegrot gedenkplaquette
Gemeentegrot galerij Nederland Oranje
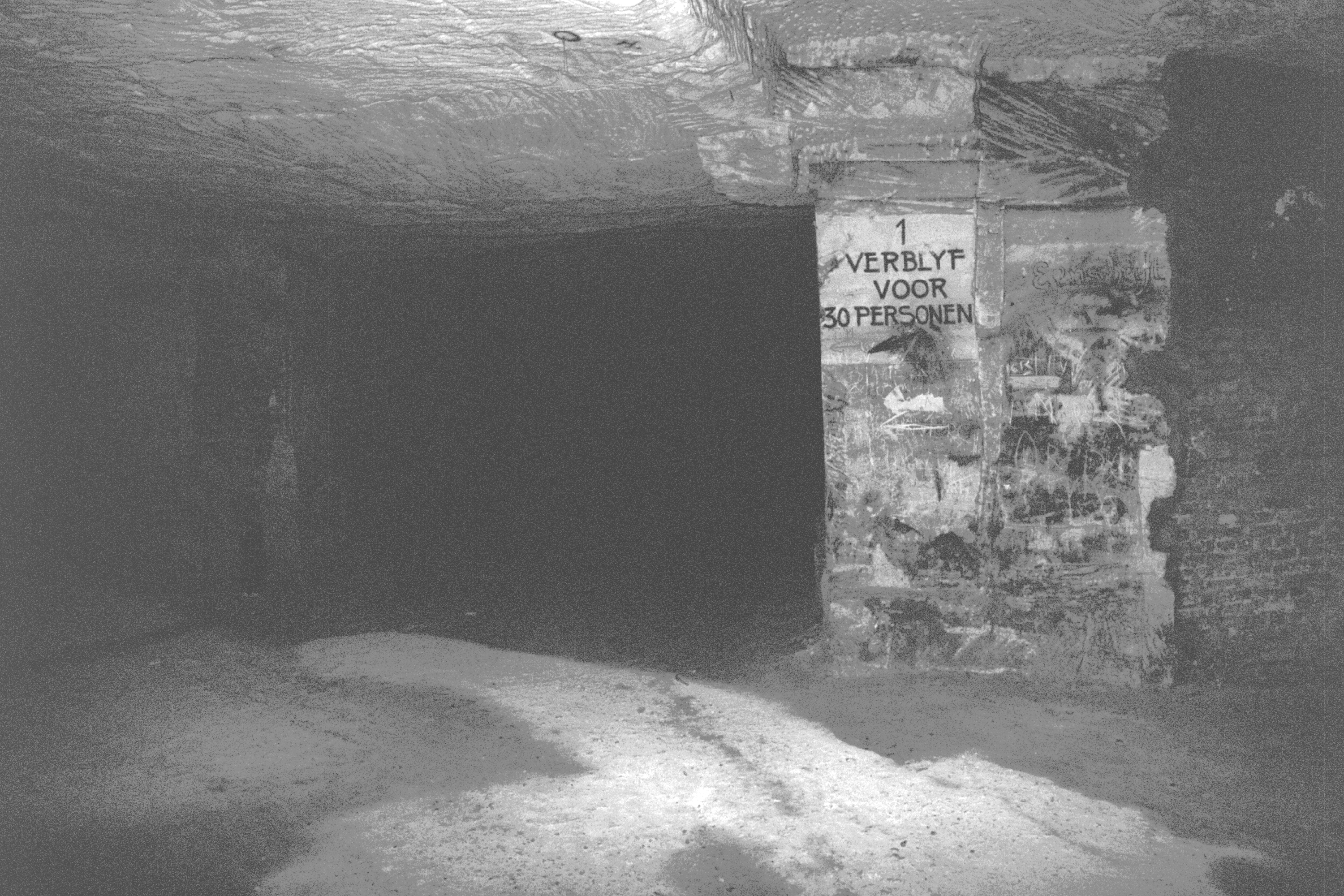
Gemeentegrot valkenburg schuilkelders